# اتجاهات الشعر في العصر العباسي
بدأ العصر العباسي بظهور اتجاهين شعريين متباينين:
- الأول ينهج نهج القدماء منذ العصر الجاهلي، وهو الاتجاه القديم
- والثاني يحاور الظهور بنهج شعري جديد مختلف يُعبِّر عن عصره ومشاعر أصحابه، وهو الاتجاه المُولَّد.

## الاتجاه القديم
ويُعنى به المحافظة على طريقة القدماء في نَظْم الشعر، حيث يقوم الشاعر بنظم قصيدته بلغة وصور مستمدّة من النموذج الجاهلي القديم، محاكيًا إياه محاكاة تامة.
وقد كان لعلماء اللغة تأثير في دفع الشعراء إلى النظم على طريقة القدماء، فقد جمعوا لهم اللغة والشعر الجاهلي والإسلامي، ووضعوا لهم قواعد يسيرون عليها، وكأنهم بهذا الصنيع يريدون من الشعراء ألا يَحِيدوا عن ذلك النهج، بل إنهم ظلُّوا طوال العصر يبعثون فيهم الإيمان بأن الشعر القديم هو القدوة المُثلى؛ ولعل هذا ما دعاهم إلى أن يُسْقِطوا كثيرًا من شعر المُحدَثِين لا لسبب إلا لكونه جديدًا، خرج عن المثل الشعري القديم الذي يتمسك به اللغويون تمسكًا شديدًا.
ولم يكن الباعث على تلك المحافظة لغويًّا فحسب بل دينيًّا أيضًا، فقد خاف علماء الدين وعلماء اللغة معًا أن تَستَغلِق دلالات ألفاظ القرآن الكريم والحديث الشريف على أفهام الناس؛ وخاصةً أن كثيرًا منهم كانوا حديثي عهد بالدين الإسلامي واللغة العربية.
كذلك وقف الخلفاء العباسيون موقف علماء الدين واللغة، فقد حثّوا العلماء على دراسة العربية والتعمُّق فيها، وكانوا لا يَستَوزرون ولا يستكبرون إلا من حذقها، وقد كان كبار اللغويين أساتذة لمعظم الخلفاء العباسيين، وكان هؤلاء الأساتذة يَمْثلون أمام الخلفاء حين يمدحهم الشعراء، فكان لا بدَّ للشعراء أن يروقهم حتى ينالوا استحسانهم، ويرى الخلفاء ذلك منهم فيجزلوا للشعراء العطاء.
لذا بدأ هذا العصر بظهور طائفة من الشعراء تحتذي النموذج القديم من الشعر، وتنتهج نهج قصائده من الشعراء ذوي السليقة الفطرية الشعرية، الذين استمرَّت البادية تمدُّ بهم الحاضرة كابن الدمينة، وابن ميادة، وأبي حية النميري، وغيرهم.
يقول ابن الدمينة من قصيدة يحنُّ فيها إلى موطنه نجد:
بل إن بعض الشعراء الذين حملوا شعلة التجديد كانوا يتكلَّفون الأسلوب الأعرابي في مدحهم للخلفاء، فهذا بشار بن برد - مثلًا - ينظم شعره، فيبدؤه بمقدمة طللية، يتذكر فيها ديار الأحبة بلغة وصور مستمدة من الشعر القديم. هنا يصف ناقته التي يقطع بها الصحراء ويشبهها بالحمار الوحشي على طريقة القدماء:
ولم يكن بشار وحده ممن يسير على النهج القديم في بعض قصائده، فهذا أبو نواس أحد المولدين المجددين، يَنْظِم بنفس الأسلوب فيقول مادحًا وواصفًا ركوبة ورحيله إلى الممدوح:
ويمكن القول إن قوة التيار القديم قد اتخذت في هذا العصر مظهرين:
1. الأول: خضوع أغلب الشعراء لهذا التيار، وخاصةً في شعر المدح.
2. الثاني: وجود شعراء لم تكن لهم صلة قوية بالحواضر، فمعظمهم من البدو الرحل الذين يعيشون معظم حياتهم داخل الصحراء بعيدين عن الحركات الثقافية ومراكز الحياة العقلية النشطة في بغداد والكوفة والبصرة.

## الاتجاه الجديد
ظهر الشعراء المجددون (المولَّدون) في بداية العصر العباسي بنهج شعري جديد، وثقافة واسعة، ورغبة في التعبير عن عصرهم ومشاعرهم، وكانت الحاضرة التي يعيشونها، والازدهار العلمي والرقي الفكري دافعًا لهم إلى البحث عن الجديد في موضوعات الشعر وأسلوبه. وقد غلب التيار على الشعر في العصر العباسي إذا قارناه بالتيار القديم، ومنذ بداية هذا العصر نجد بشار بن برد وأبا نواس وأبا العتاهية ومسلم بن الوليد وأبا تمام وغيرهم يحاولون هذا التجديد، وإذا كان النقاد اللغويون قد وقفوا ضد هذا الاتجاه فقد ظهرت طبقة من النقاد شجَّعته ووقفت إلى جانبه.
وعلى هذا النحو دفع التحضَّر شعراء العصر العباسي إلى استحداث أسلوب مولََّد جديد، وهو أسلوب يعتمد على الألفاظ الواسطة بين لغة البدو الزاخرة بالكلمات الوحشية، ولغة العامة الزاخرة بالكلمات المبتذلة، أسلوب وسط بين الغرابة والابتذال، يحافظ على مادة اللغة ومقوِّماتها التصريفية والنحوية، ويلائم بينها وبين حياة العباسيين المتحضرة.
وبشار في طليعة من أّرْسوا هذا الأسلوب المولد الجديد، وأسلوبه يتميز بالرصانة والصفاء والرونق. وتلاه جيل من الشعراء، توزعوا بين من يُؤثرون الجزالة وقوة البناء، مثل مسلم بن الوليد وأبي تمام، ومن يؤثرون الليونة والسهولة، مثل أبي العتاهية وأبي نواس عدا شعره الرسمي (شعر المديح)، فكان يحتفظ فيه بكل ما يمكن من الجزالة.

### مثال
يعبِّر أبو نواس عن موقف هؤلاء الشعراء في قصيدته التي مطلعها:
فيقول فيها:
فالشاعر يرفض مسلك القدماء في الوقوف على الأطلال، وقطع الفيافي، ووصف جبال البيد، فهو لا ينعت إلا ما يرى من رياض وقصور.
وهذا بشار يستهزئ بالبكاء على الأطلال، بالرغم من أنه التزمه في أكثر قصائده تقليدًا لا حبًّا، فيقول:
لذلك كانت الدعوة إلى نبذ المقدمة الطللية للقصيدة، والبدء بموضوع آخر يناسب البيئة الجديدة والحضارة المترفة دعوى لها ما يبررها واتبعها كثيرون؛ حتى خرج البعض إلى عمود الشعر (طريقته الموروثة عن العرب في وزنه وقافيته وأسلوبه)، فوحَّدوا موضوعه، وأصبحت القصيدة تدور حول موضوع واحد.
وقد كثرت الحكم المنقولة لديهم من التراث الفارسي، ونراها تؤثر في الصور التي عبَّر بها الشعراء، فهذا أبو تمام يسمع الحكمة التي تقول: (إن الحازم يكره القتال ما وجد بُدًّا منه، لأن النفقة فيه من النفس، والنفقة غيره من المال)، يقول:

### الصنعة الفنية
وقد ازداد اعتماد هؤلاء الشعراء على مظاهر الصنعة الفنية والمحسنات البديعية، والتي بدأت في العصر العباسي باهتمام بشار وأبي تمام، ثم اعتماد مسلم بن الوليد عليها.